# 白狗秋千架
《白狗秋千架》是诺贝尔文学奖得主莫言创作的短篇小说。
《白狗秋千架》2003年被导演霍建起改编成电影《暖》并获得第十六届东京国际电影节最佳影片金麒麟奖。